# 阿曼历史
阿曼位于阿拉伯半岛东端，是一个历史悠久的国家。

## 上古时代
阿曼地区在上古时代称作“马干”，是著名贸易地区。前6世纪，波斯阿契美尼德王朝一度占领过阿曼北部沿海地区。6世纪，萨珊王朝再度入侵。

## 建国
7世纪，伊斯兰教传入阿曼，很快当地各部落便皈依了这种新兴宗教，成为阿拉伯帝国的一部分。不久，阿拉伯帝国内乱，阿曼各部落属哈瓦立吉派的易巴德派，与倭马亚王朝对立。750年，倭马亚王朝被推翻，754年，阿曼各部落获得阿拔斯王朝许可，可以独立选举伊玛目。这标志着阿曼国家的初步形成。
9世纪末，阿拔斯王朝占领阿曼，取消其自治，其后阿曼直到11世纪末方才恢复独立，由马立克王朝统治。1429年，易巴德派重新确立在阿曼的统治。其后一段时间内，阿曼成为阿拉伯海上最强大的贸易王国。

## 国内纷争
1507年，葡萄牙入侵阿曼，占领马斯喀特。1550年，奥斯曼帝国海军一度夺回马斯喀特，但葡萄牙人在1553年再度胜利。1615年，阿曼当地反抗力量在纳赛尔·伊本·穆尔希德率领下建立雅鲁卜王朝，对抗葡萄牙。
1650年，雅鲁卜王朝夺回马斯喀特，并定都于此。1717年，波斯内乱，阿曼乘机向波斯湾北部发展势力。1722年，阿曼伊玛目伊本·赛义夫二世去世，国内两派争夺王位，引来波斯入侵。1737年，波斯占领马斯喀特。1749年，艾哈迈德·本·赛义德率军夺回马斯喀特，统一全国，建立阿布·赛义德王朝。1792年，阿曼分裂，阿布·赛义德王朝占据马斯喀特，自立为苏丹，史称马斯喀特苏丹国，阿曼内地各部落重新选举伊玛目，建立阿曼教长国。

## 走向鼎盛
1806年，赛义德·伊本·苏尔坦即位苏丹，他在英国支持下先是打败了瓦哈比教派的入侵，后建立强大舰队，击败印度洋传统强国葡萄牙，夺取了其莫桑比克以北的所有据点。在他的统治时期，阿曼在非洲的大湖地区殖民地得到发展，并且阿曼从奴隶贸易中获利。在19世纪，作为一个地区商业帝国，阿曼控制了桑给巴尔岛和斯瓦西里海岸。1834年，赛义德·伊本·苏尔坦迁都桑给巴尔，称桑给巴尔苏丹国。阿曼一跃成为印度洋的霸主。
1856年，赛义德·伊本·苏尔坦去世，其两个儿子分别掌管马斯喀特和桑给巴尔，1861年，两地正式分裂。
随着19世纪中期，英国宣布奴隶贸易非法之后，阿曼的命运开始逆转。阿曼经济开始崩塌，许多家庭移居桑给巴尔。在19世纪50年代至70年代，马斯喀特的人口从55000人降至8000人。

## 英国保护
1868年，阿曼教长国攻占马斯喀特，1870年，马斯喀特苏丹在英国援助下方才夺回首都复国，自此沦入英国控制。1891年，英国和马斯喀特苏丹签订条约，苏丹承认英国的保护权。
1920年9月25日，英国和马斯喀特苏丹同阿曼教长国签订西卜条约，承认阿曼教长国的独立。
1949年，因阿曼教长国境内发现石油，英国和马斯喀特苏丹同阿曼教长国再度陷入紧张。1955年，马斯喀特苏丹在英国支持下灭阿曼教长国。1962年，英国和法国发表声明，承认阿曼是独立国家。

## 独立以后
1967年，马斯喀特苏丹国改名马斯喀特和阿曼苏丹国。
1970年，卡布斯·伊本·赛义德发动政变，推翻其父赛义德·本·泰穆尔，自任苏丹。8月9日，改国名为阿曼苏丹国。
1996年，在国内各势力的要求下，卡布斯·伊本·赛义德颁布相当于宪法的《国家基本法》。
2000年9月，10万名阿曼人民选出83个候选人，担任Majlis Al-Shura议员。